# Privádzač rýchlostnej cesty PR3
Privádzač rýchlostnej cesty PR3 (slowakisch für „Schnellstraßenzubringer PR3“), kurz PR3, war eine als Schnellstraßenzubringer klassifizierte, als solche jedoch nicht ausgeschilderte Straße in der Slowakei mit einer Länge von 12,7 km. Sie war Teil der inneren Ortsumgehung von Košice und verläuft als direkte Fortsetzung der Autobahn D1 in Budimír zur Anschlussstelle Košice-VSS südlich des Stadtkerns. Den zweiten Teil der Ortsumgehung bis nach Košice-Šaca bildete der administrative, nicht ausgeschilderte Teil der Schnellstraße R2.
Sie entstand durch Umwidmung der Straßen 1. Ordnung 50 (Teilstrecke Prešovská-Sečovská bis Košice-VSS) und 68 (Budimír bis Prešovská-Sečovská), hatte durchgehend zwei Fahrstreifen je Richtung und war zum größten Teil als Autostraße beschildert. Sie wurde von der Autobahngesellschaft Národná diaľničná spoločnosť, a. s. betrieben, war von der Vignettenpflicht befreit und das Tempolimit beträgte zumeist 90 km/h (innerhalb geschlossener Ortschaft) oder 130 km/h (außerhalb geschlossener Ortschaft), stellenweise 70 km/h oder 50 km/h (Anschlussstelle Prešovská-Sečovská). Trotz Kreuzungsfreiheit und richtungsgetrennten Fahrbahnen gab es immer noch Fußgängerübergänge (teilweise ampelgeregelt) sowie Bushaltestellen.

## Geschichte
Der Bau begann schon in den späten 1980er Jahren mit der Errichtung eines Teils des Zubringers von der gerade fertiggestellten Autobahn D1 in Budimír. Doch erst mit der Fertigstellung der Anschlussstelle Prešovská-Sečovská im Jahr 2008, die eine Ampelkreuzung an derselben Stelle ersetzte, wurde der zuletzt bestehende Zustand erreicht.
Die Umwidmung erfolgte im Jahr 2011 und war seit 2012 in Straßenverzeichnissen vorhanden. Am 21. November 2019 wurde die Straße vollständig aufgelöst. Der 8,2 km lange Teil zwischen Budimír und der Anschlussstelle Prešovská-Sečovská wurde zum südlichsten Teilstück der Straße 1. Ordnung 20, der 4,5 km lange Abschnitt südlich davon wurde zur östlichsten Teilstrecke der Straße 1. Ordnung 16.